# Luc Bertrand (homme d'affaires)
Pour les articles homonymes, voir Luc Bertrand et Bertrand.
 (mars 2020).
Luc Jacques Léon César, baron Bertrand (né le 14 février 1951) est un homme d'affaires belge. Il est le PDG d'Ackermans & van Haaren, une entreprise active dans la construction, le dragage et les services environnementaux, les ressources humaines, les services financiers et le Capital-investissement. La société a son siège à Anvers en Belgique.

## Éducation
Luc Jacques Léon César Bertrand  a fréquenté l'école secondaire jésuite Onze Lieve Vrouwecollege, à Anvers, où il a étudié les sciences humaines classiques. En 1974, il obtient une maîtrise d'ingénieur commercial à la Katholieke Universiteit Leuven. 

## Carrière
Il a commencé sa carrière en 1974 au Corporate Finance Bankers Trust Co., à New York, Londres (1976), Amsterdam (1978), New York (1980), Londres (1984). Il est devenu vice-président de la société en 1980. Sa dernière mission a été à Londres de 1984 à 1986 en tant que Regional Sales Manager, North Europe (Corporate Finance). 
Depuis 1986, il travaille pour Ackermans & van Haaren NV, d'abord en tant que directeur. De mars 1987 à février 1990 en tant que directeur administratif et financier. D'avril 1990 à 1995 en tant que Directeur Général, et depuis 1996 en tant que Président du Comité Exécutif et Directeur Général d'Ackermans & van Haaren NV. Il est membre du business club Cercle de Lorraine . 
En 2006, il obtient concession de noblesse héréditaire et du titre personnel de baron, accordée par le roi Albert II.  

## Polémiques
En mai 2017, la fille de Luc Bertrand, Alexia Bertrand, est administratrice de la société Ackermans & van Haaren tout en étant cheffe de cabinet du vice-premier ministre et ministre des Affaires étrangères, Didier Reynders. Le possible conflit d'intérêts entre la position de la diplomatie belge vis-à-vis de l'Arabie saoudite et celle de la société qui fait affaire dans ce même pays est épinglée par le magazine Le Vif/L'Express. L'intéressée s'en défend arguant qu'elle n'a aucun mandat exécutif chez Ackermans & van Haaren et qu'elle est cheffe de cabinet pour la politique générale et non pour la diplomatie . En novembre 2017, les Paradise Papers mouillent également Ackermans & van Haaren. Le président du Parti du travail de Belgique, Peter Mertens signe une opinion dans Le Vif/L'Express où il dénonce le fait que la cheffe de cabinet de Didier Reynders soit également la fille du président d'Ackermans & van Haaren. Il écrit : « Toujours pratique, ce genre de position au sein du cabinet du ministre responsable de la signature d'accords fiscaux avec d'autres pays. » .